# Siphocampylus fluminensis
Siphocampylus fluminensis là loài thực vật có hoa trong họ Hoa chuông. Loài này được (Vell.) E.Wimm. miêu tả khoa học đầu tiên năm 1926.